# SPINT4
SPINT4 (англ. Serine peptidase inhibitor, Kunitz type 4) – білок, який кодується однойменним геном, розташованим у людей на довгому плечі 20-ї хромосоми. Довжина поліпептидного ланцюга білка становить 99 амінокислот, а молекулярна маса — 11 421.
| 10         |  | 20         |  | 30         |  | 40         |  | 50         |
| ---------- |  | ---------- |  | ---------- |  | ---------- |  | ---------- |
| MKSAKLGFLL |  | RFFIFCSLNT |  | LLLGGVNKIA |  | EKICGDLKDP |  | CKLDMNFGSC |
| YEVHFRYFYN |  | RTSKRCETFV |  | FSGCNGNLNN |  | FKLKIEREVA |  | CVAKYKPPR  |

A: Аланін

C: Цистеїн

D: Аспарагінова кислота

E: Глутамінова кислота

F: Фенілаланін

G: Гліцин

H: Гістидин

I: Ізолейцин

K: Лізин

L: Лейцин

M: Метіонін

N: Аспарагін

P: Пролін

R: Аргінін

S: Серин

T: Треонін

V: Валін

Кодований геном білок за функціями належить до інгібіторів протеаз, інгібіторів серинових протеаз. 
Секретований назовні.